# Sumnja: Parabola
Sumnja: Parabola (eng. Doubt: A Parable) kazališno je djelo iz 2004. koji je napisao američki dramaturg i scenarist John Patrick Shanley. Radnja je smještena u Bronxu 1964., gdje dvije časne sestre u katoličkoj školi sumnjaju da je svećenik seksualno zlostavljao učenika.
Predstava je igrana na Broadwayju gdje je doživjela 525 repriza. Godine 2005. osvojila je Pulitzerovu nagradu za dramu i nagradu Tony za najbolju predstavu.
Predstava je 2008. godine adaptirana u igrani film pod naslovom Sumnja. Glavne uloge odglumili su Meryl Streep, Philip Seymour Hoffman, Amy Adams i Viola Davis. Svo četvero su nominirani za Oscara u svojoj kategoriji, a Shanley je također nominiran za najbolji adaptirani scenarij.

## Radnja
Radnja je smještena u katoličkoj školi Sv. Nikole u Bronxu, tijekom jeseni 1964. Počinje propovijedi oca Flynna, omiljenog i progresivnog župnika, koji govori o važnosti neizvjesnosti ("Sumnja može biti veza snažna i održiva poput sigurnosti"). Ravnateljica škole, sestra Alojzija, kruto konzervativna časna sestra zavjetovana u redu sestara milosrdnica, inzistira na stalnom oprezu. 
Sestra Alojzija i otac Flynn dovedeni su u izravan sukob kada od sestre James sestra Alojzija sazna da se svećenik sastao nasamo s Donaldom Mullerom, prvim afroameričkim učenikom škole. Misteriozne okolnosti navode ju da vjeruje da je došlo do seksualnog zlostavljanja. Na privatnom sastanku koji se navodno odnosi na božićnu priredbu, Alojzija, u prisutnosti sestre James, otvoreno suočava Flynna s njezinim sumnjama. Ljutito poriče krivnju, inzistirajući na tome da je Donald pio misno vino, tvrdeći da je štitio dječaka od kazne. Sestri James je laknulo njegovo objašnjenje, dok se sestri Alojziji sumnje ne poljuljaju. Flynnova sljedeća propovijed je o zlu ogovaranja.
Alojzija, nezadovoljna Flynnovom pričom, sastaje se s Donaldovom majkom, gospođom Muller. Unatoč sestrinim pokušajima, gospođa Muller kaže da podržava vezu svog sina s Flynnom, ne ravnodušno opravdavajući to činjenicom da će tako Donald imati mogućnost upisati dobru srednju školu, što je za Afroamerikanca u to vrijeme teško. Prije odlaska nagovještava da je Donald "takav", te da ga njezin muž, Donaldov otac, tuče zbog toga.
Otac Flynn na kraju prijeti da će smijeniti Alojziju s njezina položaja ako se ne povuče. Alojzija ga obavještava da je prethodno telefonirala njegovu prethodnu župu, otkrivajući povijest prošlih prekršaja. Svećenik ju počinje moliti, a ona ga ucjenjuje i traži da odmah podnese ostavku ili će ga javno osramotiti njegovom poviješću. Izlazi iz ureda, zgrožena. Flynn zove biskupa da podnese zahtjev za premještaj, gdje kasnije dobiva promaknuće u župnika obližnje župne škole.
Saznavši to, Alojzija otkriva sestri James da je telefonski poziv Flynnovoj prethodnoj župi bio izmišljotina i da ona nema nikakva dokaza o nedjelima iz prošlosti. Kao rezultat toga, Alojzije ostaje s dvosmislenom sumnjom, a publici ostaje da se pita je li sumnja u sebe, njega ili Crkvu. Bez dokaza da otac Flynn jest ili nije nevin, publika ostaje s vlastitom sumnjom.

## Likovi
- Sestra Alojzija Beauvier – glavna časna sestra i ravnateljica škole sv. Nikole. Vođena visokim osjećajem dužnosti, ali kruta i konzervativna.
- Otac Brendan Flynn – Sredovječni svećenik. Artikuliran i progresivnog uma.
- Sestra James – mlada časna sestra. Entuzijastična, ali naivna.
- Gospođa Muller – Majka Donalda Mullera, prvog afroameričkog učenika škole.

## Nagrade
"Sumnja: Parabola" osvojila je svega 11 nagrada, uključujući prestižne nagrade Pulitzer i Tony za najbolju dramu i predstavu. Ostale nagrade pripale su glumcima raznih produkcija.

## Adaptacije
U filmskoj adaptaciji produkcijske kuće Miramax iz 2008. glume Meryl Streep kao sestra Alojzija, Philip Seymour Hoffman kao otac Flynn, Amy Adams kao sestra James i Viola Davis kao gospođa Miller (ime je promijenjeno u filmu). Produkcija je započela 1. prosinca 2007., a dramaturg John Patrick Shanley režirao je i Scott Rudin producirao.
Opera temeljena na drami, koju je naručila Minnesota Opera, premijerno je izvedena 2013., s glazbom Douglasa J. Cuoma na Shanleyjev libreto.

## Vanjske poveznice
- Dramski tekst u hrvatskom prijevodu Brune Kordića